# Paul von Buder

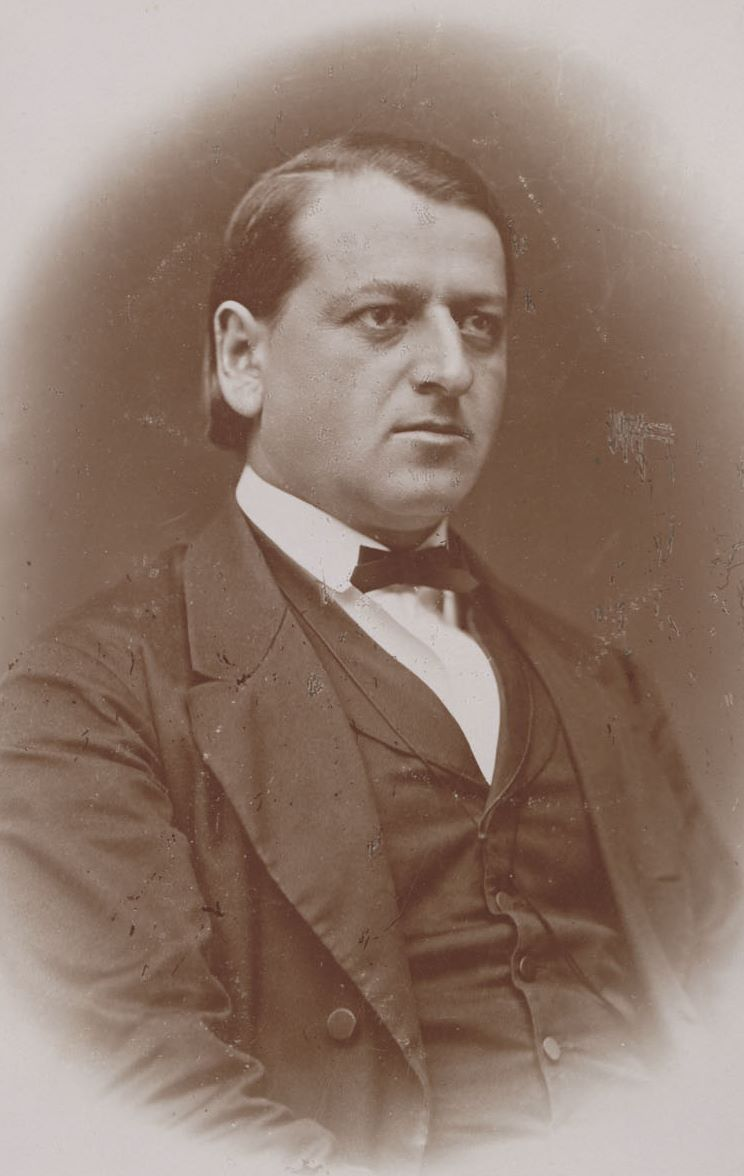
Paul von Buder als Professor

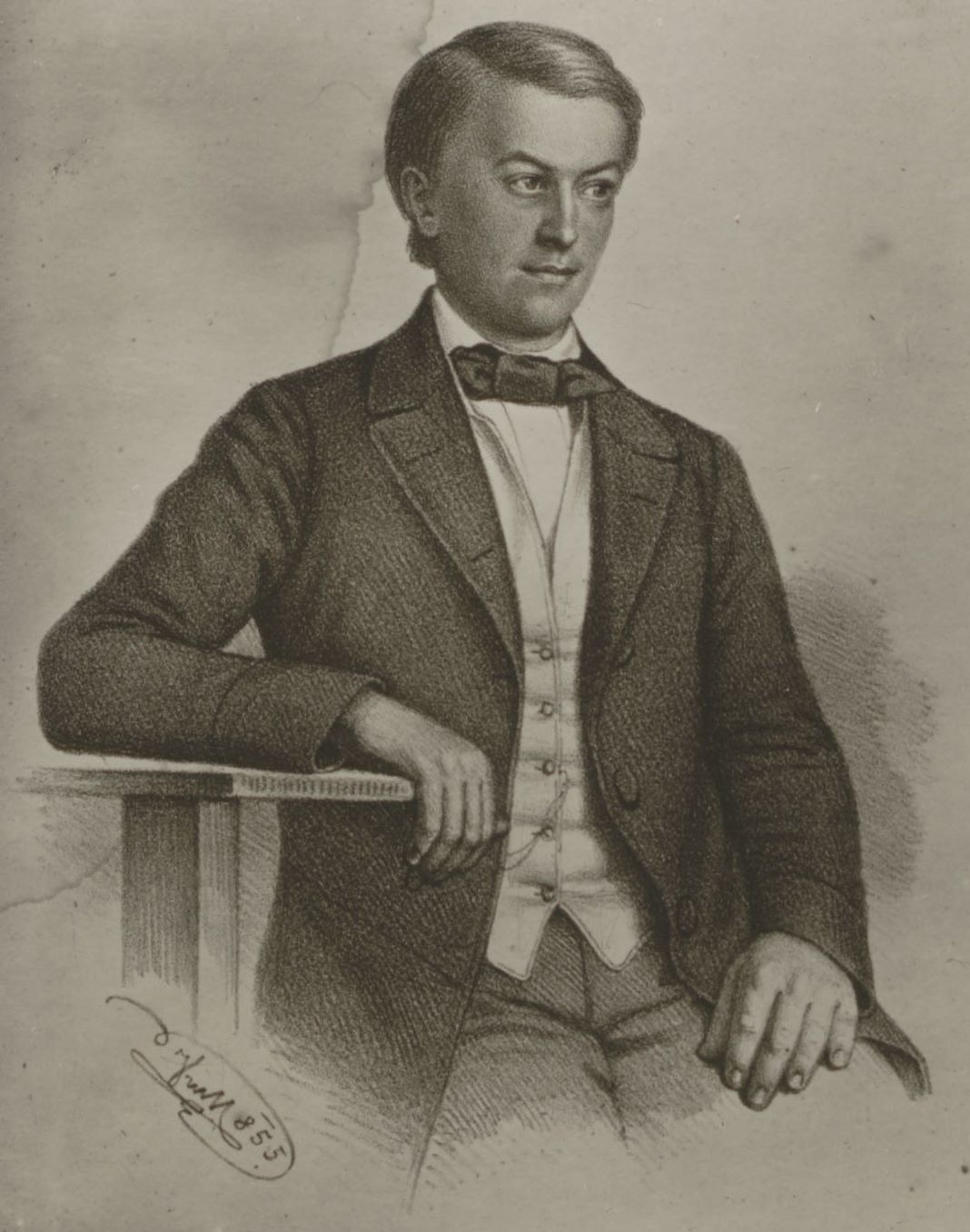
Paul Buder als Student

Paul Buder, ab 1893 von Buder, (* 1836 in Leutkirch; † 1914) war ein deutscher lutherischer Theologe, Religionswissenschaftler, Ephorus und Professor. Er war 1891/1892 Rektor der Universität Tübingen.

## Leben und Wirken
Paul von Buder war Sohn eines Schuhmachermeisters und Mesners. Er durchlief die württembergische landeskirchliche Theologenausbildung: Nach dem Besuch der Seminarschule in Urach war er Stipendiat des Evangelischen Stiftes in Tübingen, wo er 1854–58 sein Theologiestudium absolvierte. Er war seit 1854 Mitglied der Studentenverbindung Staufia Tübingen.  Danach wurde er Vikar in Nürtingen, Repetent (Gymnasialvikar) am Pensionat in Heilbronn, 1862 Repetent am Tübinger Stift, 1865 Diakonus, 1867 Bezirksschulinspektor in Backnang, 1868 zweiter Hofgeistlicher (Hofkaplan) in Stuttgart, seit 1869 auch Hilfsarbeiter im Konsistorium und Mitglied der theologischen Prüfungskommission, 1872 Ephorus des Evangelischen Stiftes, 1872 außerordentlicher Professor für neutestamentliche Exegese an der Theologischen Fakultät der Universität Tübingen, 1877 dort ordentlicher Professor für Dogmatik und neutestamentliche Theologie. 1880 wurde er Dr. theol. h. c.; 1891/92 war er Rektor der Universität.
1893 wurde er mit dem Ehrenkreuz des Ordens der württembergischen Krone ausgezeichnet, welches mit dem persönlichen Adelstitel verbunden war. 1906 erhielt er die Ehrendoktorwürde der Philosophischen Fakultät der Universität Tübingen. 1910 legte er im Alter von 74 Jahren das Amt als Ephorus und Professor nieder.